# 超級變變變
《超級變變變》（日語：欽ちゃん&香取慎吾の全日本仮装大賞）為日本電視台一個知名綜藝節目。該節目的來賓是普通民眾。首播於1979年12月31日，第64回前，只由萩本欽一（阿欽）主持；第65回後，香取慎吾加入主持。核算至2025年1月，該節目已播出100回，為該電視台的長壽節目之一。

## 海外播出
《超級變變變》也於日本之外地區國家播出。1997年，民間全民電視公司將該節目第01-54回引進台灣，中文名稱定為《超級變變變》，加上國語配音給民視無線台播出，是民視首批外購節目之一，訂於每週六晚間7時30分播出單數回、每週一晚間9時播出雙數回。國興衛視、緯來日本台、JET日本台都有播過日語原聲版。民視國語配音版由郭如舜擔任堀敏彥等旁白的配音，而沈光平和李勇分別擔任主持人萩本欽一和香取慎吾的配音，第64回前魏伯勤則擔任御用評審長青島幸男的配音。該節目於第55回起曾與民視合作舉辦台灣區預賽，並由董至成擔任台灣區預賽主持人、萩本欽一擔任台灣區預賽電視廣告代言人，後來暫停播出一陣子，2002-2007年繼續不時在週六同時段播出第56-77回。2017年2月5日至同年6月4日，因民視綜藝節目《王牌雙響炮》播畢，《超級變變變》第78-94回接檔，仍然以國語配音播出。
早於1980年代，《超級變變變》已由電視廣播有限公司（TVB）引進香港，當時中文名稱為《日本扮嘢大挑戰》，並加上香港粵語配音及後期製作，間斷式於星期日晚上時段在翡翠台播出。而TVB更模仿《超級變變變》舉辦過類似的電視節目，主持之一為顏國樑，但只舉辦了一次便沒有再舉辦。《超級變變變》其後二十多年也沒有在香港播出。直到2014年，TVB再次引進《超級變變變》，訂定中文名稱為《瀛真扮嘢王》並加上粵語配音，張方正和成瑤孆輪流擔任旁白的配音。
中国大陆方面，《超級變變變》的1980-90年代版本首先在2001年由上海电视台引进播出，之后曾在中国大陆多家地方电视台播出，以普通话配音，由于广电总局的政策问题加上日本政府购买钓鱼岛事件后就没再播出；此前在炫动卡通卫视每晚播出以前的节目，2017年开始不再播出。
OTT平台方面，Netflix在2022年3月3日起上架第一季，輔以中文字幕版本，為第6至18回共11集的內容。

## 類似節目
類似型態的節目包括新傳媒電視8頻道《全民创意争霸赛》（英語：It's Showtime）。臺灣電視公司節目《強棒出擊》第700集起出現的單元〈開心七十二變〉是類似型態的單元。
在日本東京舉行的2020年夏季奧林匹克運動會開幕典禮其中也出現類似型態的表演節目

## 歷屆冠軍作品
| 屆數 | 播映日期   | 編號 | 作品名稱             | 獎金  |
| ---- | ---------- | ---- | -------------------- | ----- |
| 01   | 1979/12/31 | 46   | 蒸氣火車頭           | 100萬 |
| 02   | 1980/05/03 | 10   | 星座介紹             | 100萬 |
| 03   | 1981/01/03 | 24   | 仙女棒               | 100萬 |
| 04   | 1981/06/18 | 33   | 玩具交響曲           | 100萬 |
| 05   | 1982/01/02 | 34   | 超人                 | 100萬 |
| 06   | 1982/05/01 | 15   | 切開的竹莢魚         | 100萬 |
| 07   | 1982/09/18 | 27   | 開花爺爺             | 100萬 |
| 08   | 1983/01/01 | 48   | 名畫「維納斯的誕生」 | 100萬 |
| 09   | 1983/04/30 | 21   | 摺紙                 | 100萬 |
| 10   | 1983/09/17 | 19   | 職棒大聯盟球員訓練   | 100萬 |
| 11   | 1984/01/02 | 33   | 啤酒泡沫             | 100萬 |
| 12   | 1984/05/05 | 21   | 沖天炮               | 100萬 |
| 13   | 1984/09/01 | 31   | 影子遊戲             | 100萬 |
| 14   | 1985/01/01 | 15   | 烤魷魚               | 100萬 |
| 15   | 1985/05/04 | 09   | 拉麵                 | 100萬 |
| 16   | 1985/09/14 | 31   | 颱風                 | 100萬 |
| 17   | 1986/01/02 | 33   | 去骨火腿             | 100萬 |
| 18   | 1986/05/22 | 12   | 七福神               | 100萬 |
| 19   | 1986/10/09 | 33   | 浦島太郎             | 100萬 |
| 20   | 1987/01/01 | 03   | 兔子                 | 100萬 |
| 21   | 1987/05/21 | 25   | 獨角仙對抗鍬形蟲     | 100萬 |
| 22   | 1987/10/15 | 37   | 活跳跳的一尾         | 100萬 |
| 23   | 1988/01/02 | 12   | 相撲儀式             | 100萬 |
| 24   | 1988/05/14 | 29   | 叢林探險             | 100萬 |
| 25   | 1988/10/08 | 14   | 各種眼睛             | 100萬 |
| 26   | 1989/01/01 | 54   | 無法松               | 100萬 |
| 27   | 1989/05/27 | 19   | 宇宙時代             | 100萬 |
| 28   | 1989/10/01 | 28   | 東京巨蛋實況轉播     | 100萬 |
| 29   | 1990/01/01 | 38   | 踏上旅程             | 100萬 |
| 30   | 1990/05/10 | 07   | 透明人跳馬           | 100萬 |
| 31   | 1990/10/07 | 13   | 花的故事             | 100萬 |
| 32   | 1991/01/01 | 18   | 算盤                 | 100萬 |
| 33   | 1991/05/04 | 43   | 播映完畢             | 100萬 |
| 34   | 1991/10/05 | 16   | 手語歌               | 100萬 |
| 35   | 1992/01/01 | 39   | 保齡球               | 100萬 |
| 36   | 1992/05/07 | 10   | 平衡球               | 100萬 |
| 37   | 1992/10/11 | 10   | 海龜產卵             | 100萬 |
| 38   | 1993/01/01 | 27   | 丹頂鶴               | 100萬 |
| 39   | 1993/05/06 | 19   | 心電圖               | 100萬 |
| 40   | 1993/09/30 | 10   | 尼斯湖水怪的水上芭蕾 | 100萬 |
| 41   | 1994/01/01 | 24   | 雲霄飛車             | 100萬 |
| 42   | 1994/05/28 | 22   | 霜淇淋               | 100萬 |
| 43   | 1994/10/08 | 08   | 空罐子               | 100萬 |
| 44   | 1995/01/01 | 36   | 花式撞球             | 100萬 |
| 45   | 1995/05/04 | 20   | 掉下來了             | 100萬 |
| 46   | 1995/09/16 | 25   | 雜草                 | 100萬 |
| 47   | 1996/01/03 | 30   | 拍立得照相機         | 100萬 |
| 48   | 1996/05/25 | 24   | 風的惡作劇           | 100萬 |
| 49   | 1996/10/13 | 23   | 骷髏舞               | 100萬 |
| 50   | 1997/01/01 | 34   | 萬花筒               | 200萬 |
| 51   | 1997/05/24 | 19   | 洗牌                 | 100萬 |
| 52   | 1997/10/01 | 27   | 鞍馬                 | 100萬 |
| 53   | 1998/01/03 | 21   | 運球                 | 100萬 |
| 54   | 1998/05/16 | 21   | 海浪                 | 100萬 |
| 55   | 1998/09/23 | 14   | 電車吊環             | 100萬 |
| 56   | 1999/01/03 | 37   | 體育館的鏡子         | 200萬 |
| 57   | 1999/06/05 | 32   | 空調                 | 200萬 |
| 58   | 1999/10/10 | 38   | 酒杯裡的倒影         | 200萬 |
| 59   | 2000/01/02 | 32   | 海洋幻想曲－水母     | 200萬 |
| 60   | 2000/05/20 | 22   | 火鶴                 | 200萬 |
| 61   | 2000/09/30 | 28   | 200米決賽            | 200萬 |
| 62   | 2001/01/03 | 30   | 白蘿蔔               | 200萬 |
| 63   | 2001/05/05 | 08   | 出嫁日               | 200萬 |
| 64   | 2001/09/29 | 32   | 廣播體操             | 200萬 |
| 65   | 2002/01/01 | 17   | 枯葉                 | 200萬 |
| 66   | 2002/04/12 | 24   | 學校的鏡子           | 200萬 |
| 67   | 2002/09/20 | 19   | 籃球的影子           | 200萬 |
| 68   | 2003/01/01 | 35   | 四季                 | 200萬 |
| 69   | 2003/03/31 | 29   | 乒乓球               | 200萬 |
| 70   | 2003/09/28 | 21   | 唱盤                 | 200萬 |
| 71   | 2004/01/01 | 21   | 柔道動物             | 200萬 |
| 72   | 2004/05/05 | 31   | 踏！踏！踏！         | 200萬 |
| 73   | 2005/01/08 | 34   | 然後不見了           | 200萬 |
| 74   | 2005/05/07 | 13   | 名畫神偷             | 200萬 |
| 75   | 2006/01/07 | 31   | 用腳印演忠臣藏       | 200萬 |
| 76   | 2006/05/06 | 19   | 芭蕾舞曲－白球湖     | 200萬 |
| 77   | 2007/01/05 | 12   | 達利                 | 200萬 |
| 78   | 2007/05/05 | 23   | 湖中的倒影           | 200萬 |
| 79   | 2008/01/05 | 37   | 時鐘                 | 200萬 |
| 80   | 2008/05/03 | 30   | 指揮家紅毛猩猩       | 200萬 |
| 81   | 2009/01/08 | 17   | 海中的波妞           | 200萬 |
| 82   | 2009/05/05 | 26   | The。漫才            | 100萬 |
| 83   | 2010/01/10 | 16   | 衝浪                 | 100萬 |
| 84   | 2010/05/04 | 14   | 用雨傘唱童謠         | 100萬 |
| 85   | 2011/01/09 | 10   | 用手和腳，GO         | 100萬 |
| 86   | 2011/05/07 | 17   | 對焦                 | 100萬 |
| 87   | 2012/01/09 | 01   | 龍骨舞               | 100萬 |
| 88   | 2012/05/05 | 15   | 喝過頭了             | 100萬 |
| 89   | 2013/01/12 | 09   | 用耕運機恭喜         | 100萬 |
| 90   | 2013/04/29 | 18   | 獨木舟               | 100萬 |
| 91   | 2014/02/11 | 28   | 花嘴鴨親子           | 100萬 |
| 92   | 2015/01/12 | 04   | 怪盜七變化           | 100萬 |
| 93   | 2016/02/13 | 04   | 毛豆                 | 100萬 |
| 94   | 2017/01/21 | 29   | 撞球天才             | 100萬 |
| 95   | 2018/02/03 | 23   | 參勤交代             | 100萬 |
| 96   | 2019/02/02 | 08   | 水族館群星           | 100萬 |
| 97   | 2020/02/01 | 26   | 小木偶               | 100萬 |
| 98   | 2021/02/06 | 14   | 快問快答決賽         | 100萬 |
| 99   | 2024/02/12 | 23   | 用肌肉效果做抖音     | 100萬 |
| 100  | 2025/01/13 | 32   | 黑白電影             | 100萬 |

- 第01-02、05-17、20、23、26、29、32、33、35、38、41、44、47、50、53、56、59、62、65、68、71回是現場直播，其他都是錄影播出。
- 第01回冠軍作品得主關根和巳雖然第02回再度參賽，但獲得演技獎（第27組-消防車），而且都是以交通工具為主題的作品。
- 第17、43、93回冠軍作品表演時間未達五秒就結束，且第93回除外，其餘都是一人獨自參賽演出。
- 第13、16、45回冠軍作品為同組參賽者演出，以川上家庭為單位。
- 第21回冠軍作品由藝術家上杉裕世個人演出，是唯一由名人演出的冠軍作品。
- 第26、33回冠軍作品皆為各回最後一組登場的作品。
- 第29、37回冠軍作品參賽者為同組參賽者演出，以中澤不二夫為首。
- 第52、60、64、69、80、82、91、94、100回冠軍的主參賽者梶原比出樹目前已登場33次，也是最多奪冠紀錄，得過2次亞軍、1次季軍、14次部門獎，每次參賽人數皆不同（第94回同時獲得視聽者獎，為第89回以來新增視聽者獎後，首度由冠軍作品同時拿下榮耀）。而梶原本人第98回受邀擔任節目評審，該回更特別安排了梶原本人演出的記錄影片。
- 第58、85回冠軍作品主參賽者三井勝彥自第25回登場以來，已有30年以上登場經歷，其中51次是個人參賽，但僅有本次分別團體和個人奪冠。第98回「第01組-用指關節，GO」獲得視聽者獎時，更是唯一沒有跟其他獎項重疊的一回。
- 台灣藝人大炳和阿Ken在《全民最大黨》演出的單元《謝揆木馬治國記》，創意即來自第52回冠軍作品。
- 第86回冠軍作品的主參賽者松田浩為至今登場次數最多的一組，共計48次，但只有本次奪冠[12]。
- 第90-93回，第04組作品皆連續四回滿分且得獎（第90回幽默獎、第91回點子獎、第92-93回冠軍），參賽者皆不同。但是第94-97回，第04組作品連續四回不合格，在網路上鬧出不少笑話[13]。
- 第72回開始，片尾後會再介紹一次該回冠軍作品，因此該回開始不再現場直播。第95-96回改直播視聽投票總整理現場。

## 評分方式
- 第03-69回節目旁白會在第一段廣告後暨第04組表演前做說明[14]。
- 第01回為15位評審評分，每人1分，採表演途中扣分制，該位評審如亮紅燈，即代表被扣1分，剩餘分數須達8分以上才能合格，未滿8分即淘汰離場，滿分15分。
- 第02-80回、第86回至今為10位評審評分，每人2分[15]，改表演結束加分制，該位評審如亮白燈，即代表被加1分，滿分20分，獲得分數須達15分以上才能合格[16]，未滿15分需立即淘汰離場。
- 另外，第64回前阿欽單獨主持時期，有評審長設置，負責統籌評審委員全般工作事宜、總決賽後發表得獎作品、頒發冠軍獎盃及獎金。而擔任過評審長的名人如下：
  - 第01、03-06、08、10-17、19-32、35-44、59-64回：青島幸男
  - 第02回：藤本義一
  - 第07、09回：赤塚不二夫
  - 第18、33回：岡田真澄
  - 第34、45、48回：植木等
  - 第46-47、49-54回：大島渚
  - 第55-58回：淺井慎平

## 節目旁白
- 第03-24回：橋本テツヤ（僅第06回由兼任評審的福留功男（日语：福留功男）代理）
- 第25回：小澤一彥（鹿兒島電視台播音員）
- 第26-98回：堀敏彥（TV新潟放送網播音員，兼任新潟地區預賽工作人員）
- 第99回至今：鈴江奈奈（日本電視台播音員，第99回兼任評審）

## 參加說明
- 註冊申請表：

首先敘述構思，然後將申請表用郵寄或傳真寄到「日本電視台《超級變變變》總部」即可。
- 資料審查：

等待工作人員電話的到來。在通話中工作人員有資格決定是否可參加預賽。
- 道具製作：

當然必不可少就是道具製作，所以製作費自行負責。
- 地區預選：

在日本分12個地點：札幌、仙台、新潟、東京、福井、長野、靜岡、名古屋、大阪、廣島、高松、福岡。參賽者的交通費，同樣自行負責。
- 參與總決賽：

看看預選是否通過，有通過即可參加總決賽。

## 獲得獎項
- 1982年-「第20屆 銀河大獎」NTV部門-月度獎
- 1995年-「第12屆 ATP各項大獎」品種部門-特別獎
- 2004年-「亞洲電視大獎2004」娛樂節目類最優秀獎項

## 獎項及獎品
- 總決賽的最後，進行結果發表，只要是合格的參賽者除了各獲得一面金牌後，就有資格在評審們的篩選之下獲獎。第64回前由評審長負責發表得獎作品（第49-54回除外）[17]，後因御用評審長青島幸男回歸政治界，評審長設置也隨之廢除；第65回至今由香取慎吾負責。各個獎項內容如下（幣值為日元）：
- 冠軍：獎金100萬（第50、56-81回是200萬）
- 亞軍：獎金50萬（第50、68-69回是100萬）
- 季軍：獎金30萬（第1-49回是20萬，第50、68-69回是50萬，只有第81回被廢除）
- 部門獎：第01回為各種獎品，如機車、彩色電視等等。第02回開始改為獎金（第02-49、51-55、89回至今是10萬，第50、56-67、70-88回是20萬，第68-69回是25萬）。一般部門獎包括：點子、幽默、演技、驚奇、努力[18]、技術等等[19]。而在某些特殊情況下會增加特別獎，如下：
- 第20、30回特別獎為同各部門獎10萬，第40回特別獎為30萬（唯一比季軍高的一回）。
- 第50回設立六個特別獎（各20萬），當時獎金為歷回最高總額（590萬）。
- 第53（20年目）、55回特別獎獎金為20萬，然而季軍自51回起增值為30萬。
- 頭七回的前三名獎杯，分別為金、銀、銅材質，但是體積較小。第08回至今體積較大，冠軍獎杯沿用至今。亞軍和季軍第08-81回用大獎杯，第82回至今改為同各部門獎的盾牌形式。
- 第60-62回皆為阿欽個人的決定之下獲得特別獎（第60回、20世紀末、21世紀初），但第60-61回為不合格作品。
- 第70回各獎項發表時，再次播放各個得獎作品，同時旁白堀敏彥便說明各作品得獎理由。
- 第75回第26組因表演前遇到突發狀況，直到第33組和第34組之間才開始表演，臨時在評審們的討論下獲得特別獎。
- 第89至98回新增的視聽者獎，由視聽觀眾投票，票數最高的組別即可獲得。第89-94、97回至今由旁白負責，而第95-96回，也直播視聽投票總整理現場，由香取慎吾在場主持並負責發表，甚至參加視聽投票的觀眾也破了以往的紀錄[20]。
- 第98回因疫情影響，加上僅25組登場，廢除以往的演技、技術、努力三個部門獎，僅頒發七個獎項（含視聽者獎），因此與頭兩回並列為歷回獎金總額最低的三回（220萬）。

## 現場工作人員
- 男性約有十人扮黑子，在幕後為參賽者做演出前準備及演出後收場。女性約有4-5人扮演兔女郎，負責擔任舞台上各項助理。但是第98回起無兔女郎，改由助理小姐將金牌交給阿欽，再獻給過關者。而兔女郎的服裝顏色變化如下：
- 第01-19回：黑色
- 第20-35回：紅色
- 第36-55回：綠色
- 第56-97回：白色，且第85回起皆由演員佐藤亞壽沙擔任主要兔女郎。

## 特別事件
- 主持人一般正裝打扮都是穿著西裝，但是阿欽僅第04回穿著運動裝（紅長袖、黑長褲、白球鞋）。且第04回計分板移動至舞台右側，延續至今[21]。
- 亞軍和季軍分別為第二名和第三名的意思，第15回剛好第02組和第03組分別獲得亞軍跟季軍，內容分別是「激烈海浪」和「牽牛花」。第04回和第10回的季軍也是第03組，內容分別是「罐裝啤酒」和「變色龍」。
- 第16回亞軍和第59回季軍內容極為酷似，名稱皆為「被遺忘的霜淇淋」，這兩回青島幸男評審長皆十分中意這兩部作品。巧合的是，這兩回第04組皆獲得點子獎，內容分別是「小鋼珠」和「電波干擾」。而霜淇淋主題作品得獎，亦包括第42回冠軍「第22組-霜淇淋」、第74回季軍「第07組-我要霜淇淋」，其中第42回由青島評審長親自頒獎。
- 第27回「第04組-魔法使莎莉」和「第13組-超人力霸王」雖然分別瞬間19分和17分合格，但是皆未得獎引發爭議，因此在1996年2月24日播出的特別節目『超級變變變奇妙作品大集合Part.4』特別重現。
- 第29回，香港首次參賽過關，「第43組-爵士樂隊」獲得季軍。有趣的是，評審清水誠和內藤尚行頒獎時突然開口講廣東話「好好」、「再見」，讓阿欽不知道評審說什麼話。
- 第33-34回期間，御用評審長青島幸男因罹患惡性淋巴瘤進行休養；第45-57回期間，青島因就任東京都知事而暫時離職四年；第58回，青島臨時宣布重返節目時則擔任一般評審（也是唯一一次），讓觀眾十分不習慣。青島在第59-64回回鍋評審長職務，直到回歸政治界。第77回比賽播出前兩週，青島病逝。
- 第33回「第28組-擦黑板」得到0分，後來當時的評審松本健男在他們退場後又加了一分。
- 第35回為史上報名總數最高的一回（15351組），且結果發表時，該回起更廢除以往快速讀出合格作品。第36回起改為合格作品畫面回顧（第81、87回例外）[22]。
- 第38回因評審中有國際巨星酒井法子，獲得觀眾叫好，收視率上升；值得一提的是，她當時正好從台灣回日本。而酒井特別中意驚奇獎作品「第40組-宇宙教學」並親自頒獎。
- 第39回共有34組登場，卻只有19組過關。有趣的是，冠軍作品「第19組-心電圖」表演尾端，扮演醫生的參賽者鞠躬並說「往生了」，引起全場笑翻。
- 第41回，資深評審岡田真澄在第37-38組表演完後，與阿欽有對立的想法，因此決賽直播結束後發生口角衝突；岡田在本回後宣布離職。
- 第53-54、56-59、65回因評審中有AV女優飯島愛，導致觀眾罵翻，收視率下降；此事與第38回酒井法子參與評審的情況似乎是完全相反。但是第65回因香取慎吾初次參與主持，情況稍微好一些。
- 第55回，台灣共有三組首次參賽皆過關，其中第26組-洗衣機（特別獎）、第27組-蠟燭（亞軍）得獎。是本節目歷史上首次有台灣人參賽並獲得最高名次的紀錄。
- 第60回當時評審松岡修造為體諒參賽者們付出時間與金錢的心情，所有作品皆給兩分。
- 第62回技術獎「第28組-巴里島仙女棒」和第93回季軍「第07組-白色夢幻」由肥皂劇劇團「哇哈哈本舖」獲得，當時由評審暨團員柴田理惠親自頒獎。且哇哈哈本舖團員久本雅美和柴田目前長期於本節目擔任評審（久本初登場於第42回，柴田初登場於第51回）[23]。
- 第70回的開場跟一般不同，為合成畫面（該回預賽花絮、作品影像等等），而不是一般的會場畫面並省略了評審團介紹，該回起更廢除評分說明。此舉遭到日本觀眾強烈反對，因此第71回後恢復傳統開場。
- 第83回僅兩組不合格（第05組和第30組），而且都是一人參賽之作品。在節目錄影暨頒獎結束後，阿欽讓這兩位參賽者出場借拿一下冠軍獎杯和獎金，感受一下氣氛。這是節目史上前所未有的畫面。
- 第87回首次由第01組贏得冠軍，也是首次所有登場組全部合格；且當時登場的蘆田愛菜成為本節目歷史上最年輕的評審（7歲）[24]，後來被第93回的寺田心打破紀錄。
- 第91回滿分為史上最多的一次（18組），超過當時演出的半數，因此當時9組得獎者皆從滿分作品中篩選。且當時為首次主持人、旁白、評審以正裝方式演出，延續至今。
- 第92回開始表示評審們各自登場次數，且當時的報名總數繼第22回後，再次未達3000組。而當時最後三組壓軸作品皆是以《冰雪奇緣》為主題，後來皆過關且得獎（第28組驚奇獎、第29組幽默獎、第30組季軍和視聽者獎）。從本回開始，本節目都定於每年12月的最後一個週日收錄。
- 第94回「第05組-割草機」獲得點子獎，實為同參賽者小田育美第53回不合格同名作品「第51組-割草機」進化版，前後相差19年。而小田參與第90回「第18組-獨木舟」獲得冠軍。
- 第95-97回的審查都十分嚴格，尤其每次皆有大約五位初次參與，導致各回皆30組以上的作品中，過關數皆未達20組。第95回更出現本節目首次的0分作品（第32組-登上巔峰）。
- 第97回幽默獎「第03組-排球甜心」參賽者萩原稔自第60回以來，出場累計30次，但累計不合格14次過（第90-96回更是連續七次不合格），第76回「第02組-與夏拉波娃對決」更是該回36組作品中，唯一不合格作品。第97回終於再次合格，更是初次得獎。另外該回「第17組-蝶式競賽」和「第30組-狂熱！橄欖球賽直播」分別獲得亞軍和季軍，不僅都是運動主題作品，甚至作品中皆使用搖滾樂團B'z演唱的歌曲（第17組是「ultra soul」，第30組是「奔跑的勇士」）。
- 第98回因嚴重特殊傳染性肺炎日本疫情影響，大會形式變動較多，不僅首度採無觀眾形式錄影，登場的作品為史上最少的一回（25組），過關作品也取消贈予金牌。且每組表演以單獨1人或4人以下的家人為單位，獎項發表時坐在觀眾席（包括唯一不合格的第15組），不像以往在舞台排排坐，且各2組之間有2個座位間隔。而舞台則是站立主持人和評審團，由工作人員將獎座和獎金放在桌上由得獎者拿取，評審負責講評而已（同頭2回形式）。當時6組得獎作品皆為一人表演的作品。
- 第99回因前旁白堀敏彥於2023年3月31日屆齡榮退，而由評審鈴江奈奈兼任，是繼第06回以來，二度評審兼任旁白，前後相隔42年。因此開場時評審團介紹也與以往不同，阿欽和慎吾先一一登場，再介紹評審團一一登場。
- 第100回雖然是錄影播出，但帶有紀念關係，加上該節目播出45週年，因此繼第71回後，再次播出三小時（同現場直播形式），前後相隔21年。且「第30組-20世紀人氣王」，由20th Century演出。

## 外部連結
- 官方网站
- 超級變變變的X（前Twitter）
- YouTube上的仮装大賞公式チャンネル頻道
- YouTube上的仮装大賞傑作パフォーマンス100頻道（已停止更新）
- 仮装倶楽部 （页面存档备份，存于）
- 在Netflix上觀看《超級變變變》

## 節目的變遷
| 日本 日本電視台 | 日本 日本電視台                | 日本 日本電視台 |
| --------------- | ------------------------------ | --------------- |
|                 | 超級變變變 （1979年12月31日-） |                 |
| —               | —                              |                 |

| 臺灣 民視無線台 星期日18:30-20:00        | 臺灣 民視無線台 星期日18:30-20:00         | 臺灣 民視無線台 星期日18:30-20:00 |
| ---------------------------------------- | ----------------------------------------- | --------------------------------- |
|                                          | 超級變變變 （2017年2月12日-2017年6月4日） |                                   |
| 王牌雙響炮 （2016年9月25日-2017年2月5日) | 豬哥會社（重播） （2017年6月11日-）       |                                   |

| 臺灣 國興衛視 | 臺灣 國興衛視 | 臺灣 國興衛視 |
| ------------- | ------------- | ------------- |
|               | 超級變變變    |               |
| —             | —             |               |

| 臺灣 緯來日本台 | 臺灣 緯來日本台 | 臺灣 緯來日本台 |
| --------------- | --------------- | --------------- |
|                 | 超級變變變      |                 |
| —               | —               |                 |

| 臺灣 JET日本台 | 臺灣 JET日本台 | 臺灣 JET日本台 |
| -------------- | -------------- | -------------- |
|                | 超級變變變     |                |
| —              | —              |                |

| 香港 翡翠台、高清翡翠台 節目名稱=瀛真扮嘢王 上一節目= | 香港 翡翠台、高清翡翠台 節目名稱=瀛真扮嘢王 上一節目= | 香港 翡翠台、高清翡翠台 節目名稱=瀛真扮嘢王 上一節目= |
| ----------------------------------------------------- | ----------------------------------------------------- | ----------------------------------------------------- |
|                                                       | 超級變變變                                            |                                                       |
| —                                                     | —                                                     |                                                       |

| 中国 湖南衛視 | 中国 湖南衛視 | 中国 湖南衛視 |
| ------------- | ------------- | ------------- |
|               | 超級變變變    |               |
| —             | —             |               |